# Flaujac
Pour les articles homonymes, voir Flaujac (homonymie).
Flaujac est une ancienne  commune française intégrée à Espalion, située dans le nord du département de l'Aveyron, en région Occitanie.

## Histoire
Bordée à l'est par la Boralde Flaujaguèse, Flaujac est située sur une ancienne voie romaine. Le « suffixe en -ac » atteste de l’origine gallo-romaine de son établissement.
En 1832, elle fusionne avec Espalion.
La partie orientale du village a conservé son enceinte médiévale des XIVe et XVe siècles, inscrite au titre des monuments historiques depuis 1950. À l'ouest s'élève l'église.
À partir de 2010, le village est rattrapé par l'urbanisation de la ville d'Espalion ; immeubles et pavillons de banlieue sont construits à proximité.

## Galerie

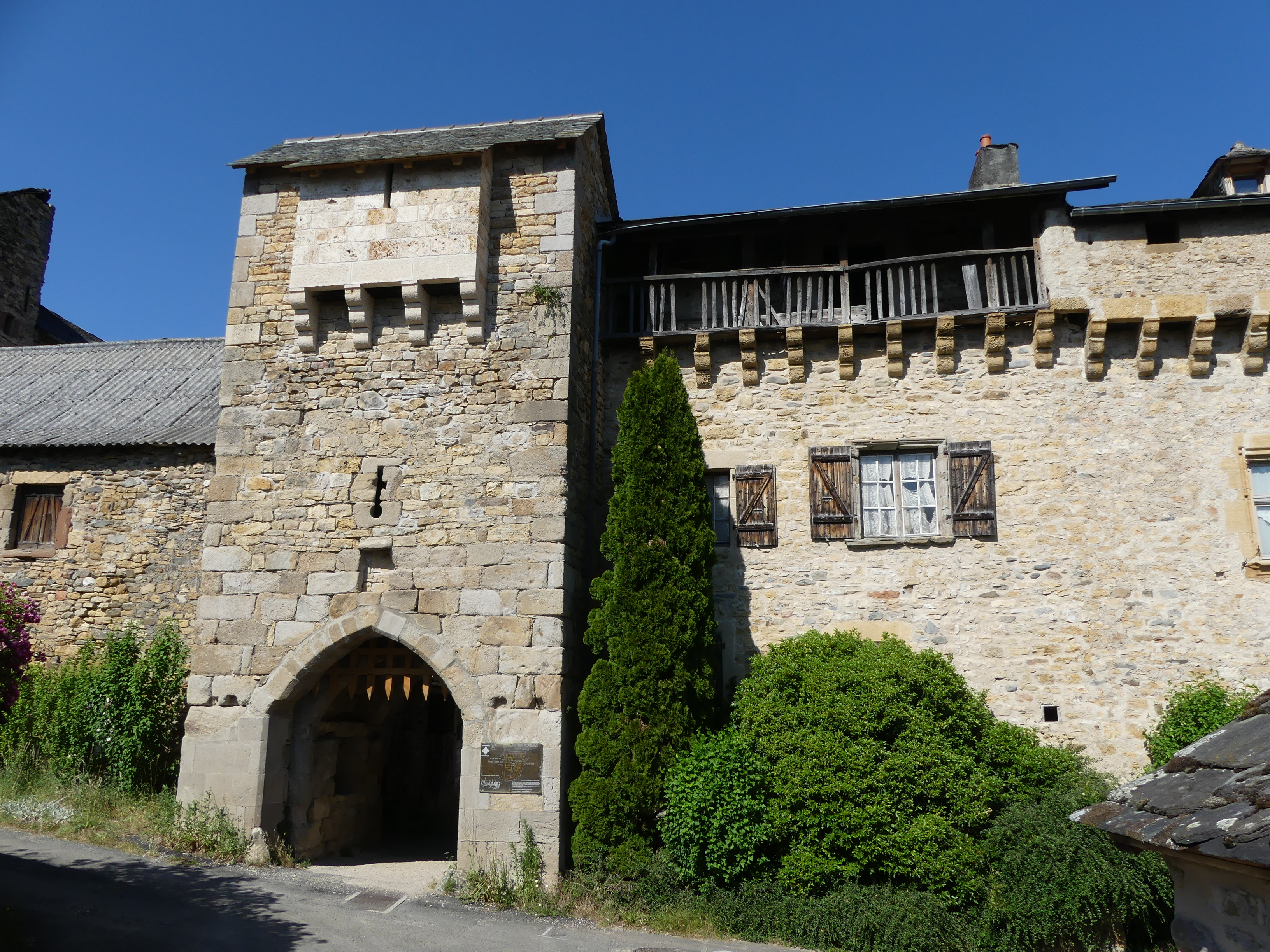
La porte ouest de l'enceinte de Flaujac.
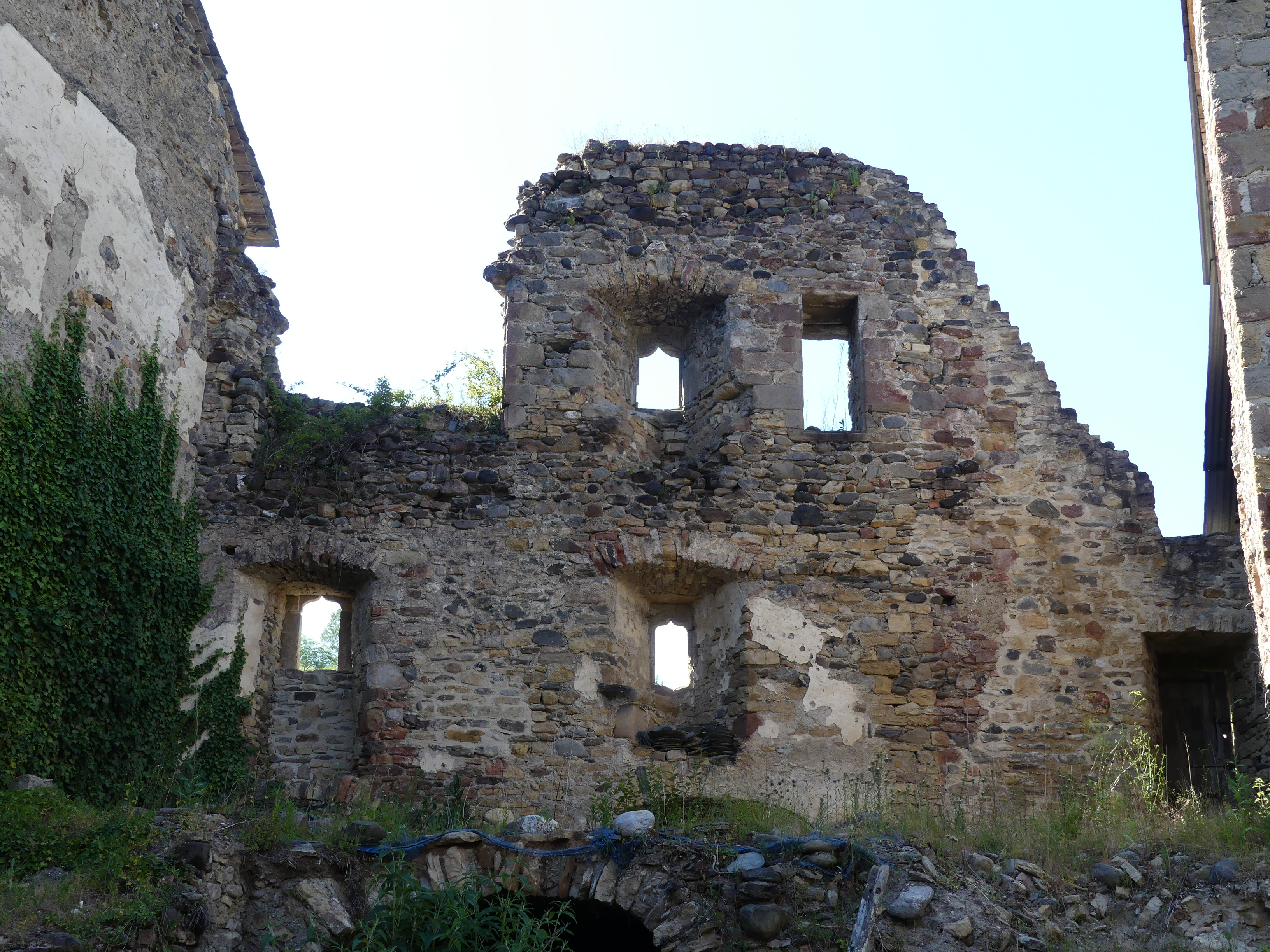
Ruines de l'enceinte.
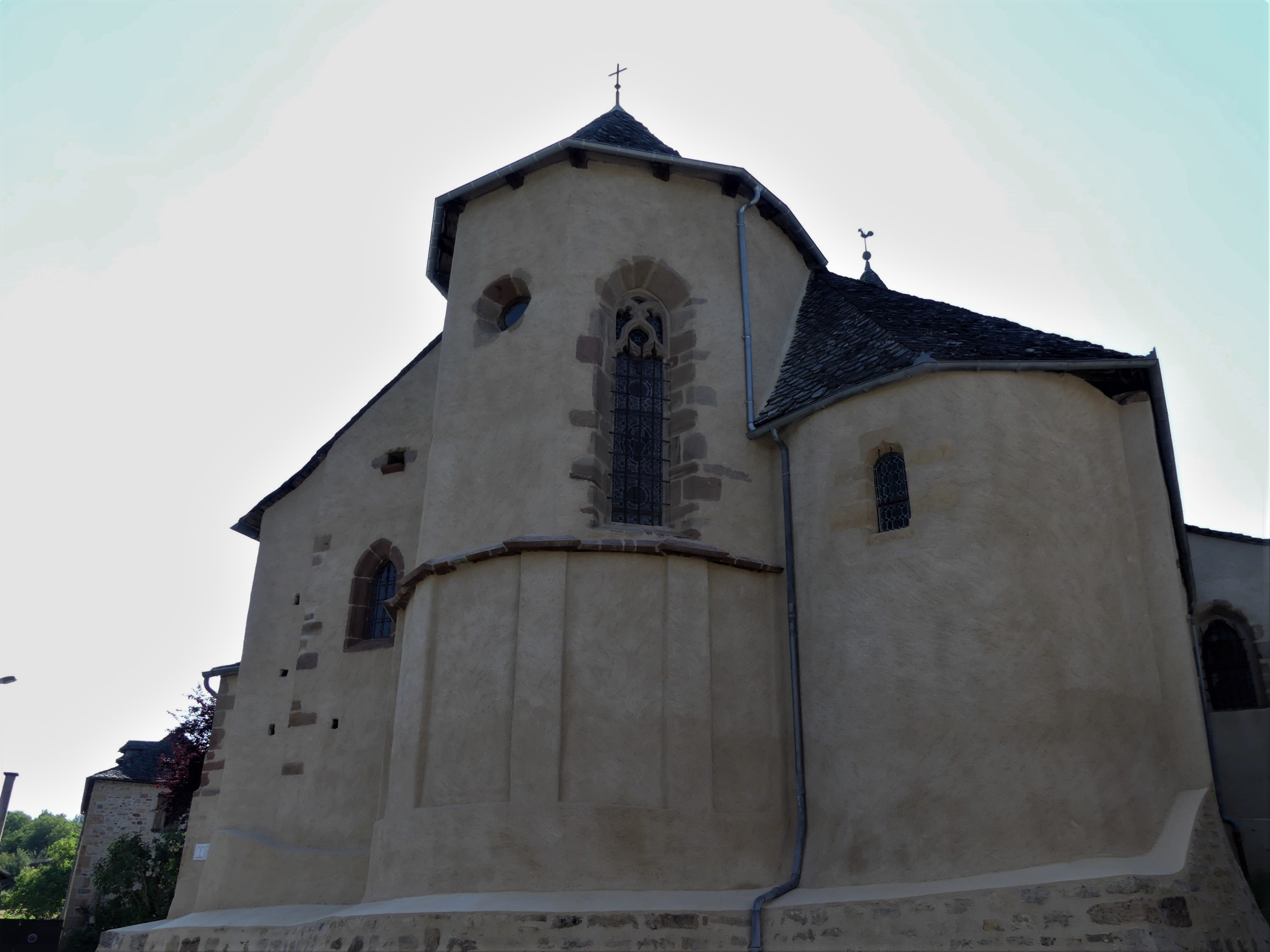
Le chevet de l'église.
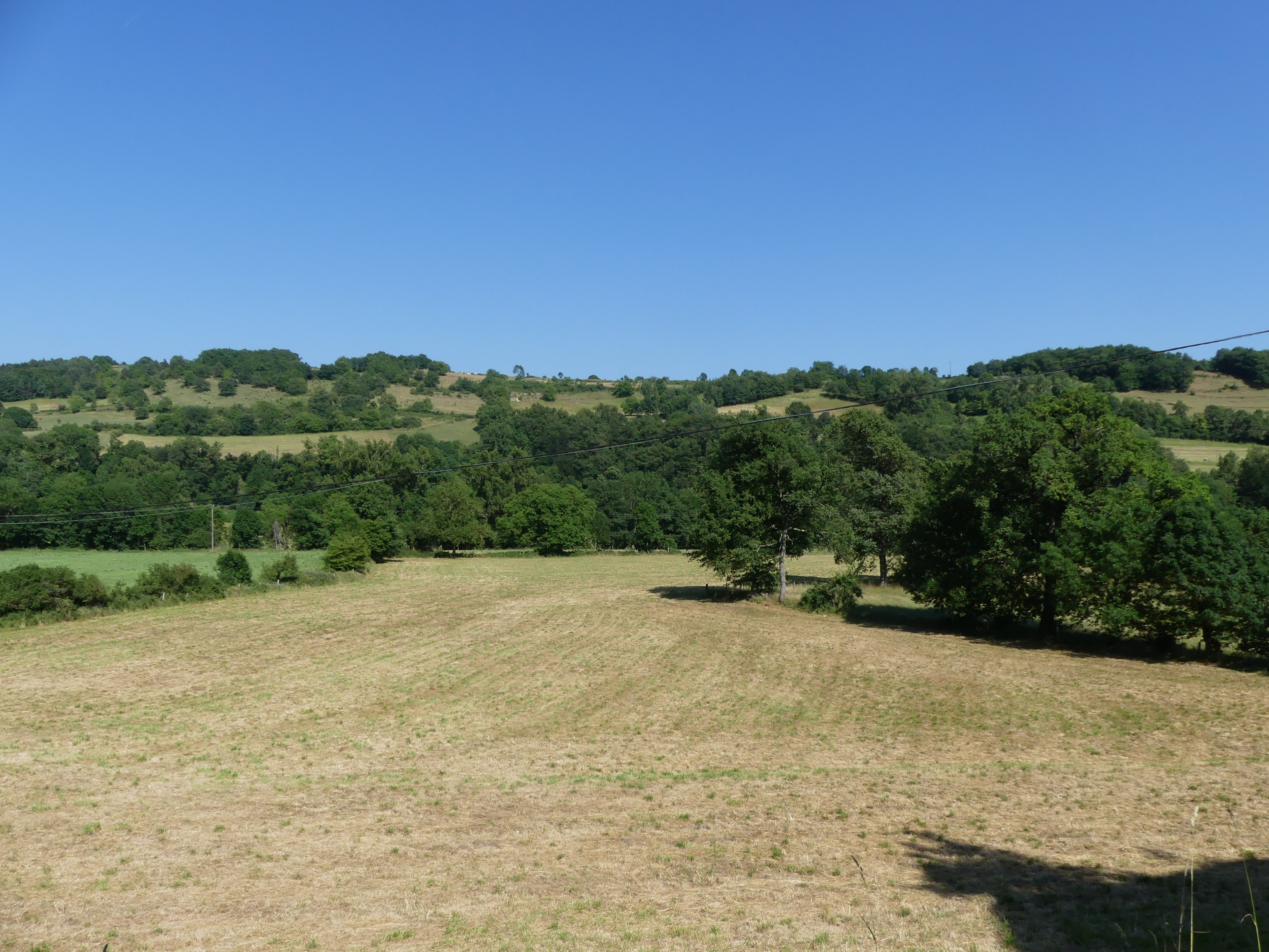
Le vallon de la Boralde Flaujaguèse vu depuis le village de Flaujac.